# Charlot pompiere
Charlot pompiere (The Fireman) è un cortometraggio interpretato, diretto e prodotto da Charlie Chaplin; fu proiettato la prima volta il 12 giugno 1916.

## Trama

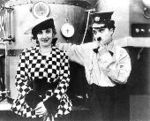
Charlot corteggia la figlia del comandante dei pompieri

Maltrattato dal comandante della squadra di pompieri, causa manifesta inettitudine, Charlot ha modo di diventare l'eroe della compagnia.
Ad interrompere la monotonia delle esercitazioni e delle attività di manutenzione ai mezzi meccanici ed ai cavalli preposti al loro traino, la visita di un distinto signore e della di lui graziosa figliuola. In combutta col comandante, il tale intenzionato ad incassare il premio dell'assicurazione, architetta l'incendio della propria casa, raccomandando al comandante di evitare di intervenire, promettendogli in cambio la mano della figlia, cui mira però anche il pompiere semplice Charlot e con qualche possibilità, a giudicare dai languidi sguardi lanciatigli dalla ragazza.
Ad un povero disgraziato la casa sta bruciando veramente, ma gli riuscirà difficile far intervenire la squadra di pompieri, inutile telefonare in caserma, Charlot intento a giocare (perdendo) una partita a dama, non vuole essere disturbato; l'unica possibilità recarsi di persona alla caserma per sollecitare l'intervento ed allora sarà Charlot a rintracciare, per le disposizioni del caso, il comandante nel frattempo in casa dell'amata pronto ad uscire con la bella, e col padre di lei che nel sotterraneo innesca l'incendio che dovrà bruciargli la casa, ignaro dell'imprevisto impedimento per cui la figlia invece di allontanarsi ritornerà nella propria camera al piano superiore, allontanandosi invece egli stesso, richiamato però dalle invocazioni di aiuto della figliuola affacciatasi alla finestra della camera invasa dai fumi dell'incendio.
Disperato il genitore raggiunge la squadra di pompieri impegnati a domare, o meglio impegnati a fare altro presso la prima casa oramai quasi divorata dalle fiamme. Sarà Charlot appreso del pericolo incombente sulla ragazza prigioniera ad intervenire a spron battuto, perdendo nella foga della corsa il serbatoio d'acqua destinato allo spegnimento, per cui una volta sul luogo del disastro non gli resterà che scalare, come un free climber farebbe, l'edificio e tuffarsi attraverso la finestra nella camera della ragazza già riversa sul pavimento priva di sensi salvandola da fine certa e orribile, ridiscendendo poi, con la ragazza sulle spalle, per la medesima via con gesto eroico. A missione compiuta si accascia esausto al suolo: saranno la stretta affettuosa e i baci colmi di gratitudine della ragazza a richiamare in vita l'eroico pompiere.

## Ambientazione
È ambientato in una vera caserma di pompieri, così come vere sono le due abitazioni che vanno a fuoco (approfittando di due edifici destinati alla demolizione) per aggiungere realismo al girato.
Una testimonianza storica sui mezzi antincendio dell'epoca originali, salvo le modifiche apportate da Chaplin, come i due rubinetti dell'autopompa dai quali spillerà latte e caffè per il lunch.